# Dystrykt Północny (Fidżi)

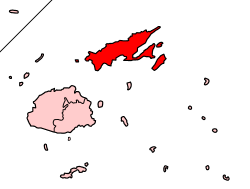
Na mapie zaznaczono dystrykt północny.

Dystrykt Północny – jeden z 4 dystryktów Fidżi. Mimo iż tereny dystryktu są podporządkowane rządowi Fidżi, na Vanua Levu istnieje centrum administracyjne z lokalnym rządem mającym swoją siedzibę w Labasa.
Dystrykt Północny składa się z 3 prowincji: Macuata, Cakaudrove oraz Bua, oraz z pozostałych wysp archipelagu Vanua Levu. Na tym obszarze dochodzi do tradycyjnego podejmowania decyzji prowincji Fidżi.